# 5 карбованців «Архангельський собор у Москві»
Архангельський собор у Москві (рос. Архангельский собор в Москве) — ювілейна монета СРСР вартістю 5 карбованців, випущена 25 липня 1991 року. Собор святого Архистратига Михаїла в Кремлі — православний храм, розташований на Соборній площі. Перший дерев'яний Архангельський собор у Кремлі виник на місці нинішнього, можливо, ще під час князювання Михайла Хоробріта, брата Олександра Невського, в 1247–1248 роках. У 1333, за одне літо, Іван Калита побудував новий кам'яний храм — за обітницею, в подяку за позбавлення Русі від голоду. Новий Архангельський собор був освячений митрополитом Феогностом 20 вересня 1333. Існуючий собор був споруджений у 1505–1508 рр. під керівництвом італійського зодчого Алевиза Нового на місці старого собору XIV століття. З 1599 по 1765 рік при соборі складалися особливі архієреї, обов'язком яких було здійснювати панахиди за днів поминання князів і царів. З 1743 року по 1883 рік був кафедральним храмом Московської єпархії. Указом Миколи II від 13 січня 1895 був переданий в придворне відомство.

## Історія
З 1988 року випускалася серія монет номіналом у 5 карбованців, присвячена старовинним містам, пам'яткам архітектури, історичним місцям Росії. Ця серія монет випускалася аж до 1991 року. Монета карбувалася на Ленінградському монетному дворі (ЛМД).

## Опис та характеристики монети
| Номінал крб. | Метал                 | Маса грам | Діаметр мм. | Гурт                           | Тираж штук               |
| ------------ | --------------------- | --------- | ----------- | ------------------------------ | ------------------------ |
| 1            | мідно-нікелевий сплав | 19,8      | 35          | гладкий із заглибленим написом | 2 500 000 350 000 (пруф) |

### Аверс
У верхній частині диска — Державний герб Союзу Радянських Соціалістичних Республік (являє собою зображення серпа і молота на фоні земної кулі, в променях сонця і в обрамленні колосся, перев'язаних п'ятнадцятьма витками стрічки); під гербом — напис «СССР», знизу — велика цифра «5», під нею — півколом розміщено слово «РУБЛЕЙ» ще нижче уздовж канта знаходиться дата випуску монети — «1991».

### Реверс
у центрі зображення Архангельського собору в Москві. Праворуч від нього дата «1508». Вгорі уздовж зовнішнього ободку монети півколом напис «АРХАНГЕЛЬСКИЙ СОБОР». Знизу напис «МОСКВА» і орнамент.

### Гурт
Два вдавлені написи «ПЯТЬ РУБЛЕЙ», між ними дві вдавлені п'ятикутні зірки.

## Автори
- Художник: А. В. Бакланов
- Скульптор: І. С. Комшилов

## Вартість монети
Ціну монети — 5 карбованців встановив Держбанк СРСР у період реалізації монети через його філії. Сучасна вартість монети звичайного випуску серед колекціонерів України (станом на 2014 рік) становить понад 40 гривень.